# Embajada de España en Israel
La Embajada de España en Israel es la máxima representación legal del Reino de España en el Estado de Israel. Dispone también de un consulado general, ubicado en Jerusalén Este, que realiza labores de asistencia a los españoles que se encuentran en Jerusalén, Cisjordania y Franja de Gaza, se ocupa de la Obra Pía en Tierra Santa y ejerce la representación diplomática de España ante el Estado de Palestina.

## Embajador
La actual embajadora es Ana María Salomón Pérez, quien fue nombrado por el gobierno de Pedro Sánchez el 21 de julio de 2021.

## Misión diplomática
El Reino de España concentra su representación en el país en la embajada en la ciudad de Tel Aviv. España, como la mayoría de los estados que tienen relaciones diplomáticas con Israel, ha radicado su embajada en esta ciudad en cumplimiento de la Resolución 478 del Consejo de Seguridad de las Naciones Unidas que condenaba la Ley de Jerusalén de 1980, según la cual Israel proclamó a la ciudad de Jerusalén «entera y unificada» capital de Israel. La ciudad, previamente, había estado dividida hasta 1967, cuando en la Guerra de los Seis Días, las tropas israelíes conquistaron los barrios orientales (Jerusalén Este) y la Ciudad Vieja de Jerusalén, en manos jordanas desde 1948. 

## Estado de Palestina
Las relaciones España-Palestina ya eran estables y cordiales antes de que España reconociese el Estado de Palestina el 22 de mayo de 2024. Se mantienen relaciones diplomáticas y España votó a favor de cambiar el estatus de Palestina de entidad observadora a estado observador no-miembro. En el Estado de Palestina, España tiene un consulado general en Jerusalén Este que sirve a los palestinos de delegación.

## Historia
Israel fue creado como estado en 1948, pero la falta de entendimiento entre España e Israel retrasó sus relaciones diplomáticas hasta 1986, cuando, ya restablecido el sistema democrático en España, los movimientos que habían llevado a cabo los sucesivos gobiernos de Calvo Sotelo y de Felipe González condujeron al establecimiento de relaciones diplomáticas, en un acuerdo que tuvo lugar en La Haya.